# TFAM
TFAM‏ (Transcription factor A, mitochondrial) هوَ بروتين يُشَفر بواسطة جين TFAM في الإنسان.